# Rhûn

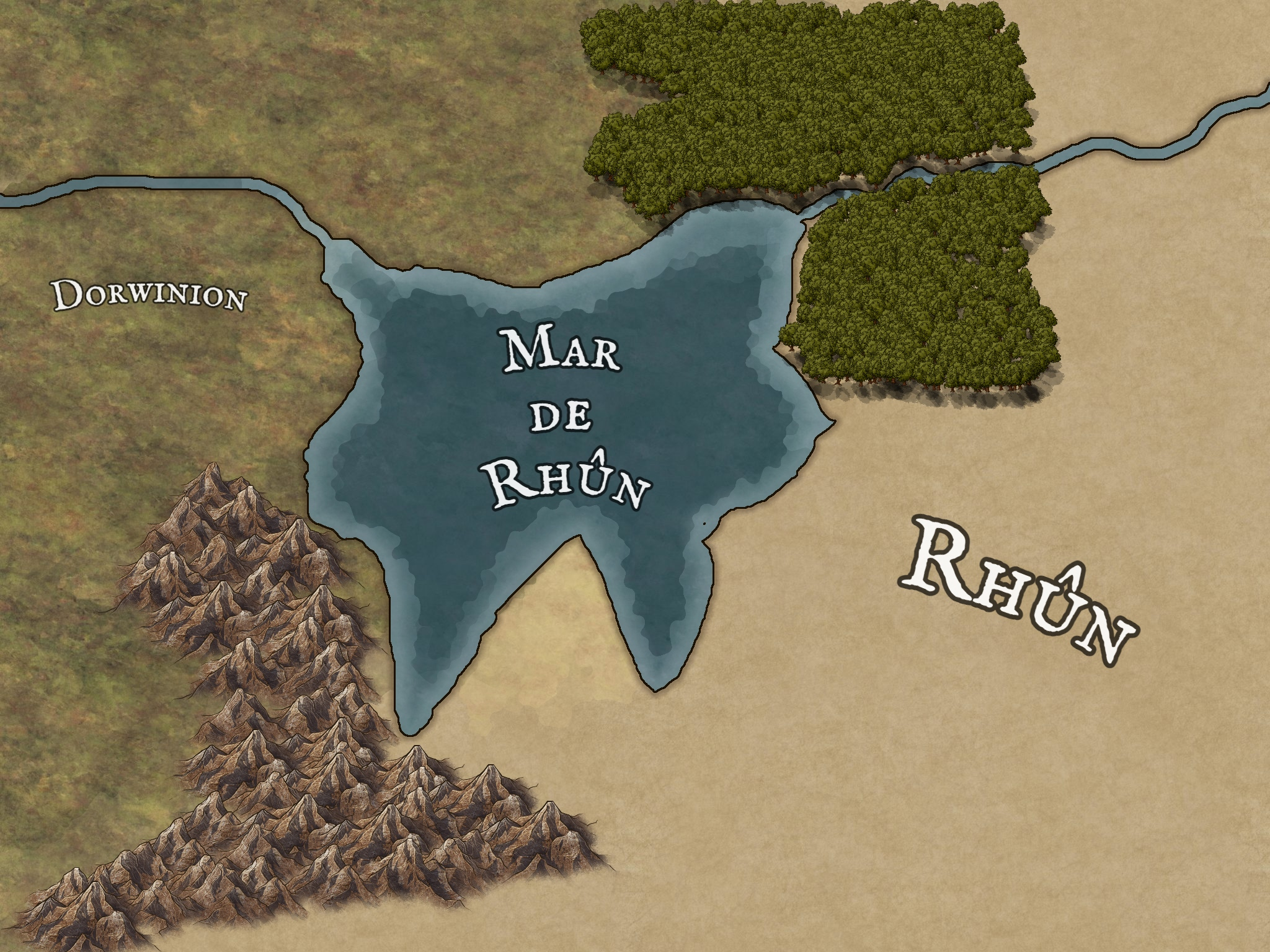
Mapa de Rhun

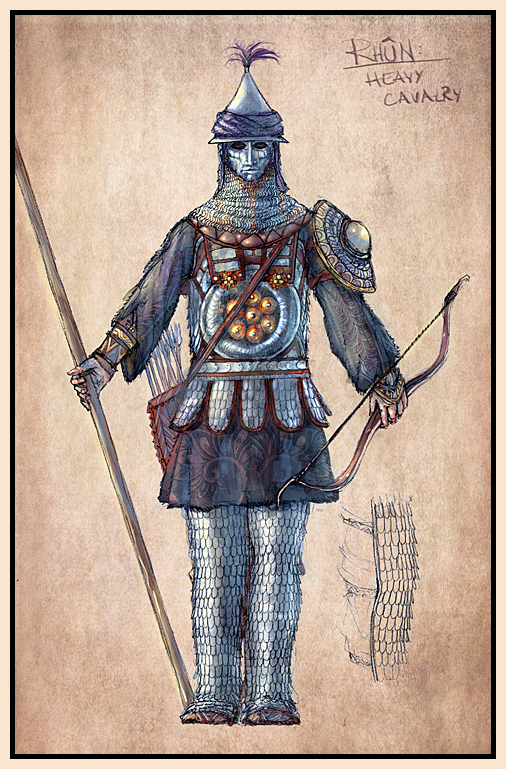
Un soldado de la región de Rhûn, con la impedimenta propia de la caballería pesada.

Rhûn (en élfico, simplemente el Este) es un lugar ficticio perteneciente al legendarium del escritor británico J. R. R. Tolkien. Se trata de una lejana y casi desconocida región al este de Rhovanion, en la Tierra Media. 
Desde allí vinieron los Hombres del Este, aliados de Morgoth y luego de Sauron durante las largas guerras contra los pueblos del Oeste a lo largo de las edades. 
Parece que allí se retiró Sauron después de su derrota en la Guerra de la Última Alianza, hasta regresar y empezar a cobrar forma y fuerzas en el Bosque Negro. 
Igualmente hasta allí viajaron también Saruman y los dos Magos Azules, pero estos últimos se quedaron en el Este de la Tierra Media, en tanto que Saruman regresó. Los Hombres del Este demostraron una vez más su lealtad al mal en la Guerra del Anillo, en la que sirvieron de soldados de élite para el Enemigo. En los comienzos del reinado de Aragorn pudo haber paz entre los reinos del Oeste y los Hombres Orientales. 
En Rhûn también hay un gran Mar con su mismo nombre, en el que desemboca el Río Rápido. Según la tradición, en Rhûn había vacas salvajes, que los antepasados de los Senescales de Gondor cazaban. Se dice que descendían de las vacas de Araw (el nombre del Vala Oromë en sindarin) cuando este cabalgaba por la Tierra Media.